# Yoshida Akihiro
Akihiro Yoshida (sinh ngày 28 tháng 7 năm 1975) là một cầu thủ bóng đá người Nhật Bản.

## Sự nghiệp câu lạc bộ
Akihiro Yoshida đã từng chơi cho Bellmare Hiratsuka và Yokohama FC.